# Fokker C.XI
Fokker C.XI-W – holenderski wodnosamolot zwiadowczy z okresu II wojny światowej. 

## Historia
W 1934 roku w wytwórni Fokker opracowano projekt wodnosamolotu przeznaczonego do morskiego zwiadu i działań z baz przybrzeżnych, jak i z katapult okrętowych.
Prototyp samolotu, który został oznaczony jako C.XI-W został oblatany w dniu 20 lipca 1935 roku i po przejściu prób oraz wprowadzania drobnych poprawek został dowództwo lotnictwa holenderskiej marynarki wojennej zamówiło niewielką serią 13 samolotów tego typu. 
Produkcję seryjną rozpoczęto w 1937 roku, która trwała do 1938 roku. Ostatecznie zbudowano 15 samolotów tego typu. 

## Użycie w lotnictwie
Wodnosamolot C.XI-W od 1938 roku były wprowadzane do lotnictwa morskiego Holandii, przede wszystkim na terenie Holenderskich Indii Wschodnich, gdzie działały z baz przybrzeżnych. 
Samoloty te znalazły się również na wyposażeniu holenderskich krążownika „De Ruyter” oraz krążowników typu Tromp, gdzie startowały przy użyciu katapult. Znalazły się również na wyposażeniu krążowników typu Java, choć one nie miały katapult, a samoloty przed startem były za pomocą dźwigów opuszczane na wodę. 
Ostatni z samolotów został dostarczony do Indii Wschodnich już po ataku Niemiec na Holandię, w 1940 roku. Po zaatakowaniu Holenderskich Indii Wschodnich w 1942 roku przez Japonię, wszystkie samoloty tego typu zostały zniszczone, także te znajdujące się na okrętach, z których prawdopodobnie zostały zdjęte pod koniec 1941 roku.

## Opis konstrukcji
Wodnosamolot Fokker C.XI był dwupłatem o konstrukcji mieszanej. Płat o konstrukcji drewnianej, natomiast kadłub miał konstrukcję kratownicową spawaną z rur stalowych. Całość pokryta była płótnem. W kadłubie mieściły się odkryte kabiny pilota i obserwatora, w samolotach seryjnych wprowadzono oszkloną osłonę w przedniej części kabiny. Podwozie samolotu składało się z dwóch stałych pływaków jednoredanowych wykonanych z duralu, wspartych wspornikami z rur stalowych.
Napęd samolotu stanowił silnik tłokowy w układzie gwiazdy, chłodzony powietrzem, posiadający osłonięty pierścień NACA.
Uzbrojenie samolotu stanowiły dwa karabiny maszynowe FN Browning kal. 7,9 mm, jeden stały obsługiwany przez pilota, drugi ruchomy obsługiwany przez strzelca-obserwatora.